# Jack O'Neill (Zvezdna vrata)
Jonathan »Jack« O'Neill je izmišljen lik v znanstvenofantastičnem filmu Zvezdna vrata in seriji Zvezdna vrata SG-1. Lik sta upodobila Kurt Russell (v filmu) in Richard Dean Anderson (v seriji). V filmu Zvezdna vrata je bil njegov priimek zapisan le z enim »l«, torej O'Neil.
V filmu Zvezdna vrata Jack O'Neill predstavlja nekdanjega vojaškega pilota in operativca specialnih sil, ki se je upokojil po nesrečni smrti svojega sina, ki se je med igro ustrelil z njegovo pištolo. Od tedaj je bil zagrenjen in ni hotel govoriti z nikomer, dokler ga niso ponovno vpoklicali, da bi vodil ekipo skozi zvezdna vrata. Takratni poveljnik baze, general West, ga je želel v ekipi, da bi v primeru nevarnosti na odpravi sprožil atomsko bombo in uničil zvezdna vrata, saj je O'Neill po smrti sina imel tudi samomorilska nagnjenja.
Po končani nalogi in Rajevem porazu se je v seriji Stargate SG-1 O'Neill spremenil, opustil misel na samomor in dobil nekaj smisla za humor, vendar je njegov humor poln cinizma. S svojim cinizmom je dodatno zaostril tudi marsikatero napeto situacijo, s katero se je srečala ekipa.
V seriji Zvezdna vrata SG-1 je poveljnik skupine SG-1. V deveti sezoni je prenehal igrati, saj je že pred tem napredoval v čin generala in prevzel vodenje baze.